# Buada
Buada és un districte de Nauru. Està situat en el sud-oest de l'illa i cobreix la llacuna central, un dels llocs de major bellesa de l'illa. Té una superfície de 2,6 km² i una població de 980 habitants.

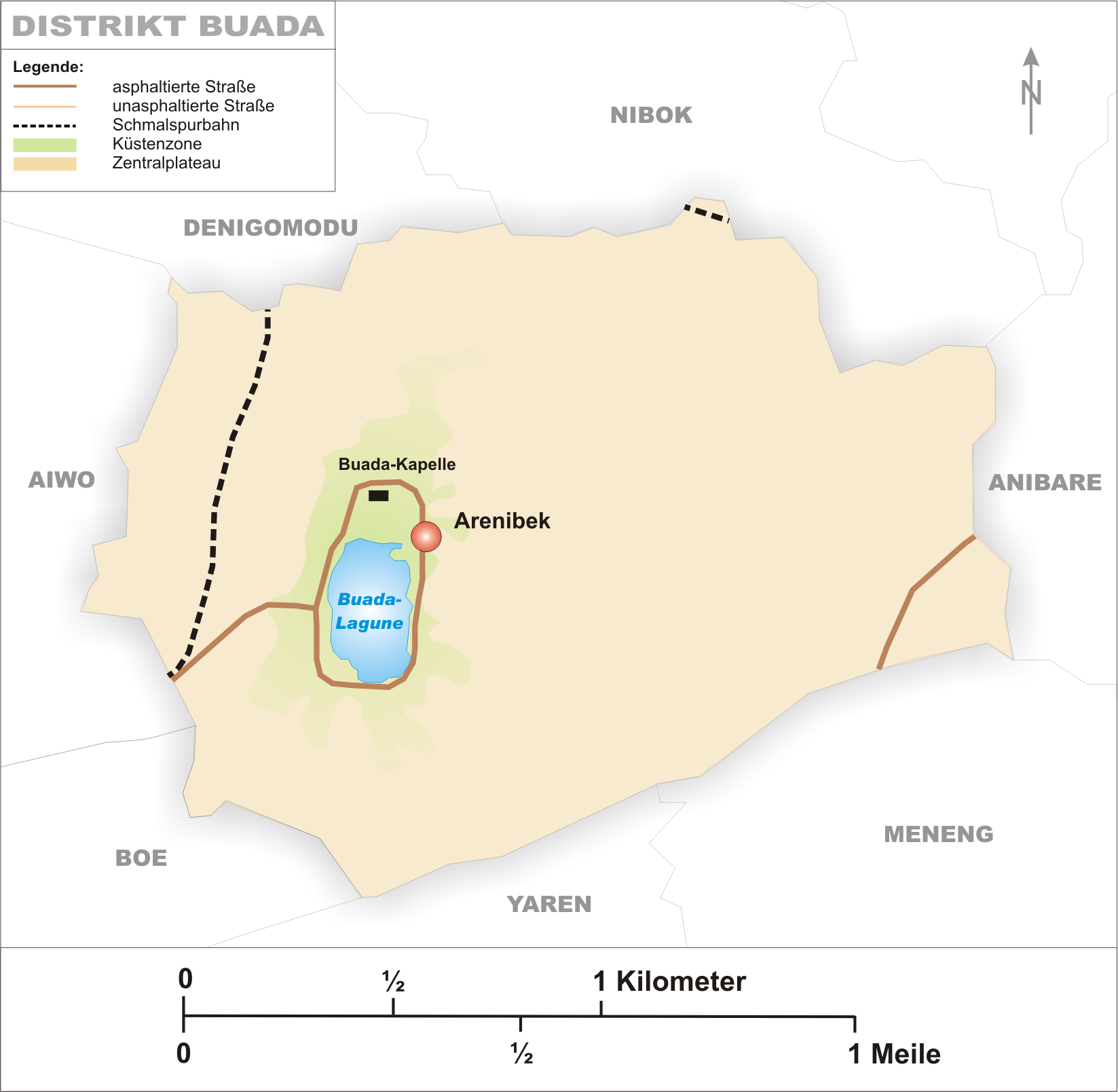
Mapa del districte.

## Districte

### Geografia
Buada es troba en el centre de l'illa i país de Nauru. Té frontera terrestre amb els districtes sde Nibok, Anibare, Meneng, Yaren, Boe, Aiwo i Denigomodu. És l'únic districte de Nauru que no té sortida a l'oceà Pacífic, però en canvi es troba en un altiplà en el centre de l'illa. El districte posseeix un llac, anomenat Llac Buada, que es troba en una depressió.
L'altitud mitjana del districte és de 20 metres (mínim: -5 metres en el llac Buada, màxim: 60 metres) i el seu superfície és de 2,6 km²

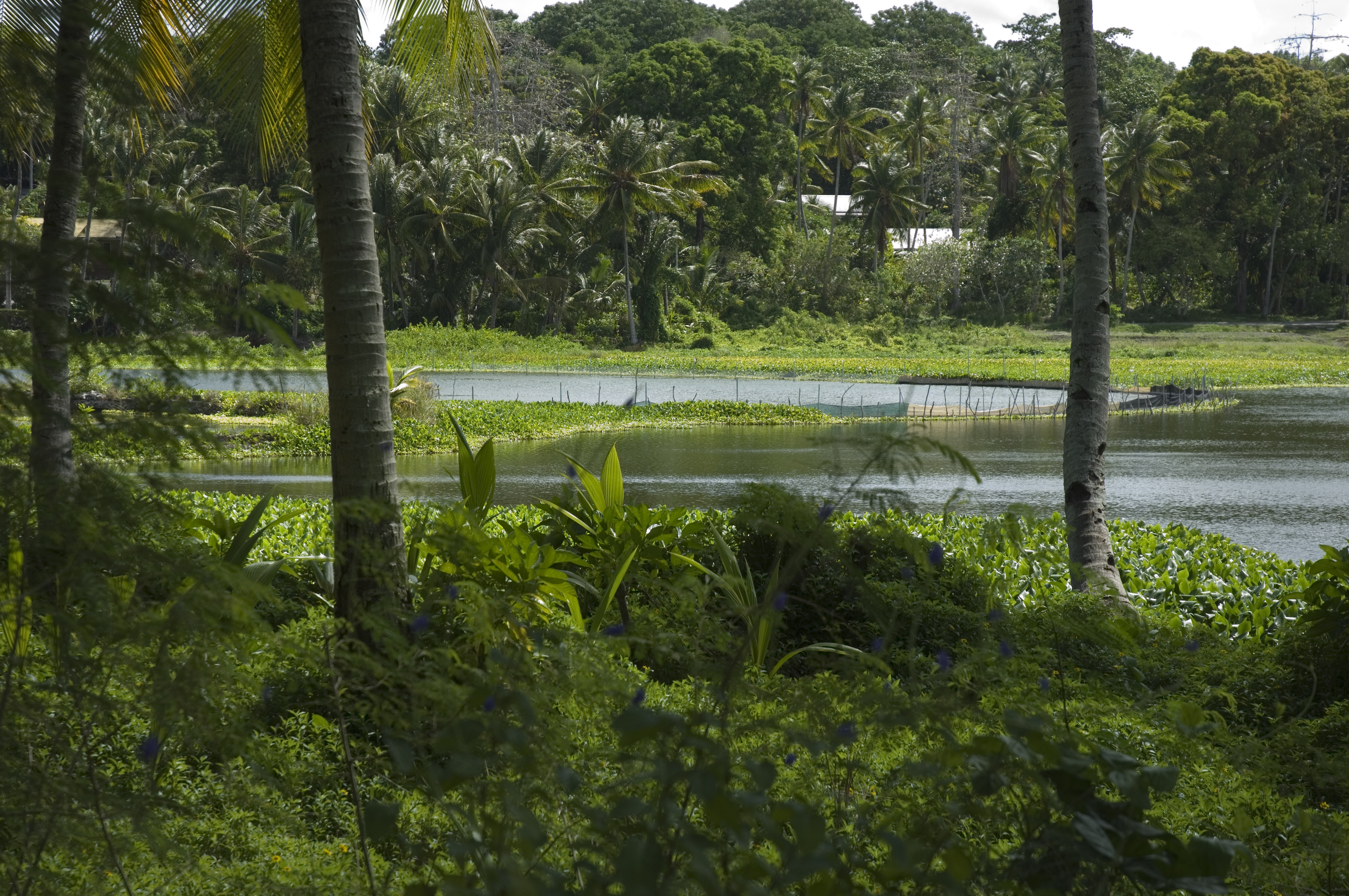
Riba de la llacuna de Buada.

### Població
Buada té una població de 980 habitants amb una densitat de població de 384,6 hab/km. Els habitatges estan situats al voltant de la llacuna de Buada.
La zona que corresponia al districte de Buada estava constituïda al principi per catorze pobles: Abwaw, Adungidungur, Anakawidwo, Anoreo, Guacamayo, Aromwemwe, Bangabanga, Bogi, Eanuawirieria, Eateegoba, Oreb, Redeta, Ubweno i Webwebin.

## Circumscripció electoral
Les eleccions en Buada pel Parlament de Nauru al final de les eleccions generals.
| Candidat        | Valor dels vots |
| --------------- | --------------- |
| Vinson Detenamo | 144,04          |
| Lyn Adam        | 128,46          |
| Thomas Star     | 119,22          |
| Roland Kun      | 109,6           |
| Nelson Tamakin  | 103,26          |
| Bomere Depaune  | 88,46           |
| Trevor Bernicke | 78,87           |

| Candidat        | Valor dels vots |
| --------------- | --------------- |
| Vinson Detenamo | 144,04          |
| Lyn Adam        | 128,46          |
| Thomas Star     | 119,22          |
| Roland Kun      | 109,6           |
| Nelson Tamakin  | 103,26          |
| Bomere Depaune  | 88,46           |
| Trevor Bernicke | 78,87           |

| Candidat        | Valor dels vots |
| --------------- | --------------- |
| Roland Kun      | 145,32          |
| Lyn Adam        | 131,97          |
| Thomas Star     | 123,24          |
| Vinson Detenamo | 122,61          |
| Palik Agir      | 109,11          |
| Nelson Tamakin  | 104,79          |
| Manfred Depaune | 84,89           |

| Candidat        | Valor dels vots |
| --------------- | --------------- |
| Roland Kun      | 145,32          |
| Lyn Adam        | 131,97          |
| Thomas Star     | 123,24          |
| Vinson Detenamo | 122,61          |
| Palik Agir      | 109,11          |
| Nelson Tamakin  | 104,79          |
| Manfred Depaune | 84,89           |